# Рамхузен
Рамхузен (њем. Ramhusen) општина је у њемачкој савезној држави Шлезвиг-Холштајн. Једно је од 115 општинских средишта округа Дитмаршен. Према процјени из 2010. у општини је живјело 171 становника. Посједује регионалну шифру (AGS) 1051090.

## Географски и демографски подаци
Рамхузен се налази у савезној држави Шлезвиг-Холштајн у округу Дитмаршен. Општина се налази на надморској висини од 4 метра. Површина општине износи 4,8 km². У самом мјесту је, према процјени из 2010. године, живјео 171 становник. Просјечна густина становништва износи 36 становника/km².

## Међународна сарадња
| Мјесто | Држава    | Врста сарадње | Од    |
| ------ | --------- | ------------- | ----- |
|        | Француска | партнерство   | 1982. |
| Извор  |           |               |       |